# Urodacus carinatus
Espèce
Synonymes
- Urodacus hoplurus carinatus Hirst, 1911

Urodacus carinatus est une espèce de scorpions de la famille des Scorpionidae.

## Distribution
Cette espèce est endémique du Territoire du Nord en Australie. Elle se rencontre vers Hermannsburg et Haasts Bluff.

## Description
Le mâle holotype mesure 76,5 mm.
Le mâle décrit par Koch en 1977 mesure 77 mm.

## Systématique et taxinomie
Cette espèce a été décrite sous le protonyme Urodacus hoplurus carinatus par Hirst en 1911. Elle est élevée au rang d'espèce par Koch en 1977.

## Publication originale
- Hirst, 1911 : « Descriptions of new scorpions. » Annals and Magazine of Natural History, sér. 8, vol. 8, p. 462-473 (texte intégral).